# Clinic
Clinic — инди-рок/пост-панк-группа из Ливерпуля, знаменитая своим эксцентричным звучанием, которое достигается широким использованием синтезаторов, в духе Suicide, электрооргана, и, в частности, меллотрона. Также её выделяет характерный, со сжатыми зубами, «мяукающий» вокал Эда Блэкбёрна, и сценические костюмы, постоянным элементом которых являются медицинские маски. Мелодизм также специфичен, песни в основном построены на несложных, даже несколько наивных мелодических петлях, местами напоминающих мотивы диско.
Состав группы:
- Эд Блэкбёрн (Ade Blackburn) — вокал, клавишные, гитара
- Брайан Кэмпбелл (Brian Campbell) — бас-гитара, флейта, вокал
- Хартли (Hartley) — гитара, кларнет, клавишные
- Карл Терни (Carl Turney) — ударные, фортепиано, бэк-вокал

## История
Группа образовалась в 1997 году, когда первый проект Эда и Хартли, Pure Morning, распался. К новой группе присоединились Брайан Кэмпбелл и Карл Терни и скоро, на их собственном лейбле вышел их первый EP I.P.C. Subeditors Dictate Our Youth. Далее последовали два сингла, которые группа также издала самостоятельно.
В 1999 группа подписала контракт с лейблом Domino Records и их первые три сингла были соединены в один лонг-плей и изданы одноименным релизом Clinic. А через год вышел альбом, состоящий из полностью нового материала, Internal Wrangler. Треки «The Second Line», «The Return of Evil Bill» и «Distortions» были позднее выпущены как синглы, а The Second Line был использован в рекламе Levi's. В этом же году группа отправилась в тур с Radiohead.
Следующий альбом, Walking with Thee, вышел в 2002 году и получил высокие оценки критиков. В этом наиболее гармоничном альбоме, Clinic полностью показали свой сформировавшийся почерк. Несмотря на стилистическое разнородство (от панк-рока до меланхоличного инди-попа), альбом получился очень целостным и атмосферным, а песня Come Into Our Room была выпущена отдельно синглом и стала одной из самых известных песен группы.
В 2004 и в 2006 годах выходят ещё два альбома, Winchester Cathedral и Visitations. Сингл Tusk стал доступен для скачивания на официальном сайте группы в феврале 2006, а непосредственно перед альбомом, последовал сингл Harvest.
В 2007 году выходит сборник неизданных ранее материалов и би-сайдов Funf.
В 2008 году Clinic выпускают пятый студийный альбом "Do It!", синглы "Free Not Free" и "The Witch (Made to Measure)".
Согласно информации, периодически обновляемой на сайте группы, Clinic работали над новым альбомом в течение 2009 года, запись начнется в конце февраля 2010 года в Ливерпуле, с продюсером Джоном Конглетоном. По словам участников группы новые песни будут с "тяжелой атмосферой карнавала и электроникой".
В конце июня 2010 года обновляется официальный сайт группы и анонсируется новый альбом Clinic - 'Bubblegum'. Объявлен следующий трек-лист альбома:
I'm Aware * Bubblegum * Baby * Lion Tamer * Linda * Milk & Honey * Radiostory * Forever (Demis' Blues) * Another Way Of Giving * Evelyn * Un Astronauta En Cielo * Freemason Waltz * Orangutan.
Сообщается, что 'Bubblegum' будет выпущен "в понедельник 4-го октября 2010 года", в настоящий момент доступен предварительный заказ альбома. Кроме того, на сайте сообщается, что выходу альбома будет предшествовать сингл 'I'm Aware', выпуск которого состоится 20 сентября 2010 года.
Группой создано сообщество 'clinicvoot', на странице которого пользователям предоставляется возможность прослушать "мегамикс", состоящий из двухминутного микса песен из нового альбома, просмотреть новые фотографии группы и промовидео к 'Bubblegum'.

## Дискография

### Альбомы
- Clinic (1999) (сборник первых трёх EP)
- Internal Wrangler (2000)
- Walking with Thee (2002)
- Winchester Cathedral (2004)
- Visitations (2006)
- Funf (2007)
- Do it (2008)
- Bubblegum (2010)
- Free Reign (2012)
- Free Reign II (2013)
- Wheeltappers and Shunters (2019)
- Fantasy Island (2021)

### EPs
- IPC Subeditors Dictate Our Youth (1997)
- Monkey on Your Back (1998)
- Cement Mixer (1998)
- Operating at a Theatre Near You Vol.1 (2004)

### Синглы
- «The Return of Evil Bill» (2000)
- «Distortions» (2000)
- «The Second Line» (2000)
- «Walking With Thee» (2002)
- «Come Into Our Room» (2002)
- «The Magician» (2004)
- «Circle of Fifths» (2004)
- «Tusk» (2006)
- «Harvest» (2006)
- «If You Could Read Your Mind» (2007)
- «Free Not Free» (2008)
- «The Witch (Made To Measure)» (2008)
- «Tomorrow» (2008)